# Nectria sphaeroboloides
Nectria sphaeroboloides är en svampart som tillhör divisionen sporsäcksvampar, och som beskrevs av Karl Starbäck. Nectria sphaeroboloides ingår i släktet Nectria, och familjen Nectriaceae. Arten är reproducerande i Sverige.